# Escorpiones (unidad paramilitar)
Los Escorpiones (en serbio: Шкорпиони, Škorpioni) fueron unidad paramilitar serbia activa durante las guerras yugoslavas. La unidad estuvo implicada en crímenes de guerra durante las guerras en Croacia, Bosnia y Herzegovina y Kosovo. Después de las guerras, cuatro miembros de la unidad fueron declarados culpables de matar a seis prisioneros durante la masacre de Srebrenica de julio de 1995 y cinco fueron declarados culpables de matar a catorce civiles, en su mayoría mujeres y niños, durante la masacre de Podujevo en marzo de 1999. 

## Historia
Los Escorpiones fueron fundados en 1991 por Jovica Stanišić, jefe de los Servicios de Seguridad del Estado de Serbia, quien también tenía una relación secreta con la CIA. Empezaron siendo una unidad regular del Ejército Popular Yugoslavo (JNA), identificándose como chetniks (soldados monárquicos partidarios de la Gran Serbia). Docenas de hombres se unieron a la unidad a mediados de 1991. Inicialmente compuesta por serbios del este de Eslavonia, la unidad comenzó sus operaciones durante la Batalla de Vukovar a finales de 1991. Estuvo dirigida por dos hermanos, Slobodan y Aleksandar Medić, y su nombre se debe al nombre de su arma predilecta, el subfusil Škorpion vz. 61). La unidad era uno de varios cientos de grupos armados utilizados por las autoridades militares serbias de Bosnia y Croacia para aterrorizar a la población no serbia en la República Srpska y la República Serbia de Krajina. En 1992, los Escorpiones quedaron al mando del Ejército de la República Serbia de Krajina (ARSK).
Los Escorpiones pasaron a ser competencia del Ministerio del Interior de Serbia en algún momento en 1995. Participaron en la masacre de Srebrenica en julio de 1995. Durante la Guerra de Kosovo, los Escorpiones fueron puestos al mando de la Unidad Especial Antiterrorista (SAJ). Participaron en la masacre de Podujevo de marzo de 1999. La masacre provocó la muerte de 14 albaneses de Kosovo, en su mayoría mujeres y niños. Después de las Guerras Yugoslavas, la mayoría de los soldados que formaron parte de los Escorpiones se mudaron a la ciudad de Šid, aunque algunos permanecieron en Vukovar.
El 8 de diciembre del 2021 una fosa común cerca de Kalinovik, dentro del área de operaciones de los Escorpiones, se confirmó que contenía al menos 10 víctimas de Srebrenica.

## Procesamientos
En 2004, Saša Cvjetan fue acusado por su papel en la masacre de Podujevo y fue sentenciado por un tribunal serbio a una pena de prisión de veinte años. En 2009, cuatro Escorpiones más fueron encarcelados en Serbia por su papel en la masacre. Željko Đukić, Dragan Medić y Dragan Borojević fueron sentenciados a penas de veinte años de prisión, mientras que Miodrag Šolaja fue condenado a quince años.
En 2005, se proyectó durante el juicio de Slobodan Milošević una cinta de video que mostraba a los Escorpiones matando a seis prisioneros bosnios se mostró. La cinta causó alboroto en Serbia, y muchos políticos condenaron las acciones de los Escorpiones. Varios miembros de la unidad fueron detenidos rápidamente. Cinco miembros de la unidad fueron acusados de los asesinatos. En 2007, Slobodan y Branislav Medić fueron condenados a veinte años, Pera Petrašević a trece años, Aleksandar Medić a cinco años y Aleksandar Vukov fue absuelto.
El ex comandante de los Escorpiones Milorad Momić, que vivía en Francia con la identidad de Guy Monier, fue detenido por la Interpol en 2011.
Slobodan Medić, su esposa e hijo murieron en un accidente automovilístico en Serbia en diciembre de 2013. Medić estaba volviendo a prisión después de que las autoridades le concediesen un permiso de un fin de semana.

## En la cultura popular
Una versión ficticia de los Escorpiones se representa en la película Killing Season de 2013, protagonizada por Robert De Niro y John Travolta.